# Anthology: 1995–2010
Anthology: 1995–2010 (englisch für Anthologie: 1995–2010) ist das siebte Kompilationsalbum des US-amerikanischen Musikers Prince und das zweite, das von ihm postum veröffentlicht wurde. Es erschien am 17. August 2018 bei dem Musiklabel Legacy Recordings / NPG Records und ist ausschließlich als Download erhältlich. Die Kompilation umfasst 37 Songs, die Prince ursprünglich in den Jahren 1995 bis 2010 veröffentlicht hatte, wobei er alle arrangierte, komponierte und produzierte.
Die Musik zählt zu den Genres Contemporary R&B, Funk, Pop, Rock und Soul. Als musikalische Gäste wirken Angie Stone, Ani DiFranco, Bria Valente, Candy Dulfer, Christian Scott, Clare Fischer, Larry Graham, Mayte Garcia, Nona Gaye, Rosie Gaines, Susannah Melvoin, Támar Davis und Vanessa-Mae mit.
Legacy Recordings und NPG Records veranstalteten keine nennenswerte Musikpromotion für Anthology: 1995–2010 und die Kompilation konnte international keinen Gold- oder Platinstatus erreichen. Zudem war das Interesse der Massenmedien an dem Downloadalbum sehr gering, aber Musikkritiker bewerteten es sehr positiv.

## Entstehung
Der Albumname Anthology: 1995–2010 bezieht sich auf den Zeitraum, in dem Prince die Songs erstmals veröffentlicht hatte und nicht auf das jeweilige Aufnahmedatum. Denn zehn Songs hatte er bereits vor dem Jahr 1995 aufgenommen, aber zum damaligen Zeitpunkt nicht herausgebracht, sondern erst ab 1995.
Zu den zehn Songs zählen Dream Factory (November 1985), Crucial (September 1986), Shhh (Juni 1992), Endorphinmachine (Januar 1993), Strays of the World (Mai 1993), Chaos and Disorder und Gold (beide Oktober 1993), Eye Hate U (Anfang 1994) sowie P. Control und We March (beide Juli 1994).
Die sechs Tracks Shhh, Endorphinmachine, Gold, Eye Hate U, P. Control und We March veröffentlichte Prince erst im September 1995 auf seinem Album The Gold Experience. Das Stück Chaos and Disorder brachte er im Juli 1996 auf seinem gleichnamigen Album heraus, und die drei Songs Dream Factory, Crucial und Strays of the World veröffentlichte er erst im Januar 1998 auf Crystal Ball. Der am spätesten aufgenommene Track von Anthology: 1995–2010 ist Future Soul Song, den Prince am 20. November 2009 fertigstellte und im Jahr 2010 auf seinem Album 20Ten platzierte.
Als Prince im April 2016 überraschend starb hinterließ er kein Testament, das die Urheberrechte seiner geschriebenen Songs hätte regeln können. Per Gerichtsbeschluss wurden seine leibliche Schwester Tyka Evene Nelson (* 18. Mai 1960; † 4. November 2024) sowie seine damals noch fünf lebenden Halbgeschwister als Erben bestimmt, die im Juni 2018 über Rechtsanwälte einen Vertrag mit dem Unternehmen Sony Music Entertainment abschlossen. Dieser Vertrag beinhaltet, dass Sony – unter dem Musiklabel Legacy Recording – die Rechte an 19 Alben erworben hatte, die Prince in den Jahren 1995 bis 2010 veröffentlichte. Von daher ist Anthology: 1995–2010 die erste postume Veröffentlichung eines Prince’ Tonträgers über das Musiklabel Legacy Recording.
Die kommerziell erfolgreiche Single The Most Beautiful Girl in the World vom Album The Gold Experience ist auf Anthology: 1995–2010 nicht vorhanden. Aufgrund eines noch damals laufenden Prozesses wegen Urheberrechtsverletzung durfte der Song im Jahr 2018 nicht vertrieben werden. Zwei italienische Songwriter vertraten die Meinung, The Most Beautiful Girl in the World ist ein Plagiat ihres 1983 veröffentlichten Stücks Takin’ Me to Paradise. Erst im Jahr 2021 wurde ein rechtskräftiges Urteil zugunsten der beiden Songwriter getroffen und The Prince Estate („Der Prince-Nachlass“) musste schließlich knapp eine Million Euro Schadenersatz bezahlen.

## Musik
Die Musik ist verschiedenen Genres zuzuordnen; beispielsweise stammen die Songs Crucial, Emancipation und When Eye Lay My Hands on U aus dem Bereich Contemporary R&B. Black Sweat, Musicology, Northside und P. Control sind dem Genre Funk zuzuordnen, Future Soul Song und Shhh stammen aus dem Bereich Soul. Die Stücke Dinner with Delores und Gold können dem Genre Pop zugeordnet werden, und Chaos and Disorder, Dreamer sowie Guitar dem Bereich Rock. Songs wie beispielsweise Call My Name, Eye Love U, But Eye Don’t Trust U Anymore, Somewhere Here on Earth und U’re Gonna C Me sind R&B-Balladen, die größtenteils von Prince’ Klavierspiel dominiert werden. Die beiden Instrumentalstücke West und Xpedition besitzen Elemente aus dem Genre Fusion und Jazz.
Als musikalische Gäste wirken Mayte Garcia in P. Control (1995), Nona Gaye und Garcia in We March (1995), Rosie Gaines in Chaos and Disorder (1996), Susannah Melvoin in Dream Factory (1998), Ani DiFranco in Eye Love U, But Eye Don’t Trust U Anymore (1999), Larry Graham in The Work Pt. 1 (2001), Angie Stone in U Make My Sun Shine (2001), Candy Dulfer und Vanessa-Mae in Xpedition (2003), Clare Fischer in Strays of the World (1998) und Call My Name (2004), Christian Scott in Somewhere Here on Earth (2007) sowie Bria Valente und Támar Davis in 4Ever (2009) mit.
Die meisten Songs singt Prince melodisch vertont, vereinzelt ist er aber auch im Sprechgesang zu hören. Neben seinem charakteristischen Falsettgesang benutzt er auch tiefere Stimmlagen.

## Titelliste und Veröffentlichungen
| 1                            | Emancipation                                    | 4:13  | 1996: Emancipation               |
| 2                            | Black Sweat                                     | 3:11  | 2006: 3121                       |
| 3                            | P. Control                                      | 5:59  | 1995: The Gold Experience        |
| 4                            | Crucial                                         | 5:08  | 1998: Crystal Ball               |
| 5                            | The Love We Make                                | 4:39  | 1996: Emancipation               |
| 6                            | Eye Hate U                                      | 6:07  | 1995: The Gold Experience        |
| 7                            | The Greatest Romance Ever Sold                  | 5:33  | 1999: Rave Un2 the Joy Fantastic |
| 8                            | Eye Love U, But Eye Don’t Trust U Anymore       | 3:36  | 1999: Rave Un2 the Joy Fantastic |
| 9                            | Gold                                            | 7:22  | 1995: The Gold Experience        |
| 10                           | Guitar                                          | 3:45  | 2007: Planet Earth               |
| 11                           | Dream Factory                                   | 3:07  | 1998: Crystal Ball               |
| 12                           | The Work Pt. 1                                  | 4:28  | 2001: The Rainbow Children       |
| 13                           | Call My Name                                    | 5:15  | 2004: Musicology                 |
| 14                           | Strays of the World                             | 5:06  | 1998: Crystal Ball               |
| 15                           | Shhh                                            | 7:17  | 1995: The Gold Experience        |
| 16                           | Dreamer                                         | 5:32  | 2009: Lotusflow3r                |
| 17                           | Chaos and Disorder                              | 4:19  | 1996: Chaos and Disorder         |
| 18                           | Endorphinmachine                                | 4:06  | 1995: The Gold Experience        |
| 19                           | Musicology                                      | 4:24  | 2004: Musicology                 |
| 20                           | Northside                                       | 6:31  | 2004: The Slaughterhouse         |
| 21                           | When Eye Lay My Hands on U                      | 3:40  | 2004: The Chocolate Invasion     |
| 22                           | Beautiful Strange                               | 4:55  | 2001: Rave In2 the Joy Fantastic |
| 23                           | Future Soul Song                                | 5:08  | 2010: 20Ten                      |
| 24                           | Empty Room (Live from One Nite Alone Tour 2002) | 4:00  | 2003: C-Note                     |
| 25                           | 3rd Eye                                         | 4:54  | 1998: The Truth                  |
| 26                           | U’re Gonna C Me                                 | 5:16  | 2002: One Nite Alone …           |
| 27                           | Dinner with Delores                             | 2:46  | 1996: Chaos and Disorder         |
| 28                           | Ol’ Skool Company                               | 7:30  | 2009: MPLSound                   |
| 29                           | 4Ever                                           | 3:47  | 2009: Lotusflow3r                |
| 30                           | West                                            | 14:00 | 2003: N.E.W.S                    |
| 31                           | Xpedition                                       | 8:23  | 2003: Xpectation                 |
| 32                           | Muse 2 the Pharaoh                              | 4:21  | 2001: The Rainbow Children       |
| 33                           | Somewhere Here on Earth                         | 5:45  | 2007: Planet Earth               |
| 34                           | U Make My Sun Shine (Duett mit Angie Stone)     | 7:05  | 2004: The Chocolate Invasion     |
| 35                           | 1+1+1 Is 3                                      | 5:17  | 2001: The Rainbow Children       |
| 36                           | Chelsea Rodgers                                 | 5:41  | 2007: Planet Earth               |
| 37                           | We March                                        | 4:49  | 1995: The Gold Experience        |
| Spieldauer: 196:55           |                                                 |       |                                  |
| Autor aller Songs ist Prince |                                                 |       |                                  |

- Die Verwendung des englischen Pronomens „I“ („Ich“) stilisierte Prince seit 1988 in fast allen Songs als „Augen-Symbol“.

Anthology: 1995–2010 wurde am 17. August 2018 ausschließlich als Download bei verschiedenen Musikstreaming-Anbietern veröffentlicht. Die Kompilation besteht aus 37 Songs, die sich aus den 19 Prince-Alben zusammensetzen, an denen Sony Music Entertainment die Rechte erworben hatte. Die beiden Alben Lotusflow3r und MPLSound zählen dabei als ein Album; ursprünglich veröffentlichte Prince diese im Jahr 2009 als Dreifachalbum, zusammen mit dem Album Elixer, das von ihm zwar produziert wurde, aber von seinem damaligen Protegée Bria Valente eingesungen wurde.
Songs von den beiden Alben Girl 6 (1996) und The Vault … Old Friends 4 Sale (1999) sind auf Anthology: 1995–2010 nicht zu finden. Offenbar lagen diese Urheberrechte zum Veröffentlichungszeitpunkt der Kompilation beim Musiklabel Warner Bros. Records, bei dem Prince in den 1990er Jahren unter Vertrag stand.

### Singles
Auf der Kompilation sind neun Singleauskopplungen aus den Jahren von 1995 bis 2007 zu hören. U Make My Sun Shine veröffentlichte Prince bereits am 21. Dezember 2000 als kostenpflichtige Download-Single, aber erst am 10. April 2001 erschien der Song als CD-Single. Zu genannten Zeitpunkten war das Stück noch auf keinem seiner Alben zu finden; erst 2004 platzierte er es auf seinem Download-Album The Chocolate Invasion. Die fünf Songs Endorphinmachine, P. Control (beide 1995), U’re Gonna C Me (2002), Call My Name (2004) und Chelsea Rodgers (2007) sind als Promo-Tonträger veröffentlicht worden.
| Jahr | Titel Album                                               | Höchstplatzierung, Gesamtwochen, AuszeichnungChartplatzierungen (Jahr, Titel, Album, Platzierungen, Wochen, Auszeichnungen, Anmerkungen) | Höchstplatzierung, Gesamtwochen, AuszeichnungChartplatzierungen (Jahr, Titel, Album, Platzierungen, Wochen, Auszeichnungen, Anmerkungen) | Höchstplatzierung, Gesamtwochen, AuszeichnungChartplatzierungen (Jahr, Titel, Album, Platzierungen, Wochen, Auszeichnungen, Anmerkungen) | Höchstplatzierung, Gesamtwochen, AuszeichnungChartplatzierungen (Jahr, Titel, Album, Platzierungen, Wochen, Auszeichnungen, Anmerkungen) | Höchstplatzierung, Gesamtwochen, AuszeichnungChartplatzierungen (Jahr, Titel, Album, Platzierungen, Wochen, Auszeichnungen, Anmerkungen) | Anmerkungen                                                                          |
| Jahr | Titel Album                                               | DE | AT | CH | UK | US | Anmerkungen                                                                          |
| ---- | --------------------------------------------------------- | --- | --- | --- | --- | --- | ------------------------------------------------------------------------------------ |
| 1995 | Eye Hate U The Gold Experience                            | DE62 (9 Wo.)DE | — | CH31 (5 Wo.)CH | UK20 (3 Wo.)UK | US12 (10 Wo.)US | Erstveröffentlichung: 12. September 1995                                             |
| 1995 | Gold The Gold Experience                                  | DE58 (13 Wo.)DE | — | — | UK10 (9 Wo.)UK | US88 (2 Wo.)US | Erstveröffentlichung: 30. November 1995                                              |
| 1996 | Dinner with Delores Chaos and Disorder                    | — | ATn.v.AT | CHn.v.CH | UK36 (2 Wo.)UK | USn.v.US | Erstveröffentlichung: 12. Juni 1996 Nur in Deutschland, UK und Japan ausgekoppelt    |
| 1999 | The Greatest Romance Ever Sold Rave Un2 the Joy Fantastic | DE79 (7 Wo.)DE | — | — | UK65 (2 Wo.)UK | US63 (13 Wo.)US | Erstveröffentlichung: 5. Oktober 1999                                                |
| 2001 | The Work Part 1 The Rainbow Children                      | — | — | — | — | — | Erstveröffentlichung: 6. April 2001 Download-Single                                  |
| 2001 | U Make My Sun Shine The Chocolate Invasion                | DEn.v.DE | ATn.v.AT | CHn.v.CH | UKn.v.UK | — | Erstveröffentlichung: 10. April 2001 Nur in den USA ausgekoppelt feat. Angie Stone   |
| 2004 | Musicology                                                | DEn.v.DE | — | CH27 (7 Wo.)CH | — | US120 (3 Wo.)US | Erstveröffentlichung: 22. April 2004 Nicht weltweit ausgekoppelt                     |
| 2004 | Call My Name Musicology                                   | DEn.v.DE | ATn.v.AT | CHn.v.CH | UKn.v.UK | US75 (18 Wo.)US | Keine Singleauskopplung, platzierte sich über Airplay Charteinstieg: 21. August 2004 |
| 2006 | Black Sweat 3121                                          | DE80 (4 Wo.)DE | — | CH52 (6 Wo.)CH | UK43 (2 Wo.)UK | US60 (1 Wo.)US | Erstveröffentlichung: 27. März 2006                                                  |
| 2007 | Guitar Planet Earth                                       | DEn.v.DE | — | CH63 (5 Wo.)CH | UK81 (1 Wo.)UK | USn.v.US | Erstveröffentlichung: 9. Juli 2007 Nicht weltweit ausgekoppelt                       |

### Musikvideos
Prince produzierte 15 Musikvideos zu Songs, die auf Anthology: 1995–2010 platziert worden sind:
| #  | Musikvideo                     | Produktionsdatum   |
| -- | ------------------------------ | ------------------ |
| 1  | Shhh (Liveversion)             | 13. Februar 1994   |
| 2  | Endorphinmachine               | 17. März 1994      |
| 3  | Gold                           | 10. Oktober 1995   |
| 4  | Eye Hate U                     | 22. Oktober 1995   |
| 5  | Dinner with Delores            | 20. Mai 1996       |
| 6  | Beautiful Strange              | 24. August 1999    |
| 7  | The Greatest Romance Ever Sold | 8. November 1999   |
| 8  | U Make My Sun Shine            | Sommer 2000        |
| 9  | When Eye Lay My Hands on U     | September 2000     |
| 10 | Musicology                     | 11. Oktober 2003   |
| 11 | Call My Name                   | 21. Mai 2004       |
| 12 | Black Sweat                    | 21. Januar 2006    |
| 13 | Guitar                         | 31. Mai 2007       |
| 14 | Somewhere Here on Earth        | 4. September 2007  |
| 15 | Chelsea Rodgers                | 19. September 2007 |

### Coverversionen
Von vier Songs existieren Coverversionen; im Jahr 2000 spielte Maceo Parker eine Instrumentalversion von The Greatest Romance Ever Sold ein, und 2008 nahm Håkon Kornstad ebenfalls eine Instrumentalversion des Songs auf. Chaos and Disorder coverte 2008 die Norwegische Punkband Bare Egil Band, und P. Control wurde 2013 von Richard Cheese neu aufgenommen. Call My Name nahm Morgan James im Jahr 2014 neu auf.

## Mitwirkende

### Musiker
Alle Songs wurden von Prince arrangiert, komponiert, produziert und vorgetragen. Zudem spielte er alle Musikinstrumente selbst ein, wobei folgende Personen die Aufnahmen ergänzten:
- The New Power Generation

### Technisches Personal
Die Credits sind in den entsprechenden Alben der einzelnen Songs zu finden.

## Rezensionen
Zwar wurde Anthology: 1995–2010 in verschiedenen Massenmedien erwähnt, aber Rezensionen sind nur wenige zu finden. Die Berichterstattung konzentrierte sich hauptsächlich auf die Tatsache, dass seit August 2018 über 300 Prince-Songs im Internet heruntergeladen oder bei Streamingdiensten angehört werden können. Die Website AOTY (Album of the Year) errechnete eine Durchschnittsbewertung von 80 %, basierend auf lediglich zwei Rezensionen englischsprachiger Medien.
Stephen Thomas Erlewine von AllMusic verteilte vier von fünf Sternen und meinte: „Offen gesagt, diese Art von Kompilation wurde dringend benötigt“. Anthology: 1995–2010 biete eine Möglichkeit, Prince’ umfangreichen Musik-Katalog aus dieser Zeit „zu navigieren“. Vor allem zeige die Kompilation, wie er „zu seiner Seele“ zurückkehre, die er während seiner „glorreichen Tage“ in den 1980er Jahren „als Hauptquelle benutzte“. Die Songs unterstreichen nicht nur Prince’ musikalische Vielseitigkeit, sondern auch „sein handwerkliches Können“, das „ihn nie im Stich“ gelassen habe.
Will Hermes vom US-Musikmagazin Rolling Stone lobte das Album und gab ebenfalls vier von fünf Sternen. Die 37 Songs deckten „ein erstaunliches Spektrum“ ab; es seien „Pop-Edelsteine, Piano-Balladen“ und „feuerspuckende Jazz-Fusion-Instrumentals“ zu hören. Prince habe in seiner Karriere keine Musik-Trends verfolgt und „viele Höhepunkte“ von Anthology: 1995–2010 seien Tribute an seine musikalischen Vorfahren. Beispielsweise sei The Work Part 1 (2001) eine Hommage an James Brown, U’re Gonna C Me (2002) an Joni Mitchell, Northside (2004) an Sly Stone und Dreamer (2009) an Jimi Hendrix. Zudem seien Songs ausgewählt worden, die andere Musiker beeinflusst hätten; Stücke wie Eye Hate U (1995), Shhh (1995), The Greatest Romance Ever Sold (1999), Muse 2 the Pharaoh (2001) und Call My Name (2004) inspirierten Neo-Soul-Musiker wie D’Angelo, und Tenorsaxophonist Kamasi Washington habe „zweifellos“ das Stück West (2003) „bemerkt“. Außerdem meinte Hermes, der Song P. Control klinge „immer noch so blendend“, als sei dieser im Jahr 1995 gar nicht veröffentlicht worden, und Chelsea Rodgers (2007) sei „eine Geheimwaffe unter bestimmten Club-DJs“.
Hermes bemängelte aber, dass keine Coverversionen von Prince zu hören sind; die von ihm interpretierten Stücke Betcha by Golly Wow! und La, La, La, Means Eye Love U, beide auf Emancipation (1996) zu finden und von Thom Bell geschrieben, gehörten zu Prince’ „größten Momenten der letzten Tage“. Außerdem fehle seine Coverversion des Sheryl Crow Songs von Everyday is a Winding Road sowie „das Juwel“ So Far, So Pleased, ein von Prince geschriebenes Duett mit Gwen Stefani; beide Songs sind auf Rave Un2 the Joy Fantastic (1999) platziert. Als Fazit zog Hermes, man könne darüber glücklich sein, dass Prince genügend Songs für die nächsten Jahre hinterlassen habe.

## Chartplatzierungen
| ChartsChartplatzierungen | Höchstplatzierung | Wochen |
| ------------------------ | ----------------- | ------ |
| Schweiz (IFPI)           | 100 (1 Wo.)       | 1      |

Zudem erreichte die Kompilation Platz 114 in Belgien und Platz 197 in den Niederlanden, ansonsten sind keine Chartplatzierungen weltweit bekannt.